# Ochotonophila allochrusoides
Ochotonophila allochrusoides är en nejlikväxtart som beskrevs av Alexander Gilli. Ochotonophila allochrusoides ingår i släktet Ochotonophila och familjen nejlikväxter. Inga underarter finns listade i Catalogue of Life.